# Folsomia
Folsomia es un género de Collembola de Entomobryomorpha ("colémbolos de cuerpo alargado") en la familia Isotomidae. Existen más de 110 especies descriptas en  Folsomia. Son comunes y abundantes en los suelos de todo el mundo. Tienen de cuatro a seis segmentos abdominales fusionados. La especie Folsomia candida es partenogenética, fácil de cultivar y se usa en experimentación científica de plaguicidas.